# Bauhinia vulpina
Bauhinia vulpina är en ärtväxtart som beskrevs av Henry Hurd Rusby. Bauhinia vulpina ingår i släktet Bauhinia och familjen ärtväxter. Inga underarter finns listade i Catalogue of Life.